# Hoyleton
Hoyleton é uma vila localizada no estado americano de Illinois, no Condado de Washington.

## Demografia
Segundo o censo americano de 2000, a sua população era de 520 habitantes.
Em 2006, foi estimada uma população de 500, um decréscimo de 20 (-3.8%).

## Geografia
De acordo com o United States Census Bureau tem uma área de
1,9 km², dos quais 1,9 km² cobertos por terra e 0,0 km² cobertos por água. Hoyleton localiza-se a aproximadamente 138 m acima do nível do mar.

## Localidades na vizinhança
O diagrama seguinte representa as localidades num raio de 16 km ao redor de Hoyleton.